# باب الحارة (الجزء الرابع)
باب الحارة 4 هو الجزء الرابع من مسلسل الدراما السوري باب الحارة، عرض في شهر رمضان بالعام الميلادي 2009 على قناة إم‌ بي‌ سي 1. وتكون هذا الجزء من 30 حلقة.

## القصة
تتصاعد الأحداث حين حاصر الجيش الفرنسي حارة الضبع وتأهبوا لقصفها بالمدفعية واقتحامها. تصدر القوات الفرنسية أمرًا باعتقال أبو شهاب عقيد الحارة مما يجعله يقرر الهرب، لينتقل للعيش مع الثوار ويشارك في تزويدهم بالسلاح ومساعدة فلسطين لمواجهة الإنجليز.
تم فك الحصار وانسحاب القوات الفرنسية عن حارة الضبع في الحلقة 14 من هذا الجزء، تم إصدار قرار العفو بالإعدام عن رجال حارة الضبع في الحلقة 18 من هذا الجزء والله حيي العقيد ابو شهاب وشام شامك لو زمن ضانك ولي ببحث عن باب الحارة ينزل تيك توك عن الكلام (ما في كلام)

## الممثلون
- منى واصف،أم جوزيف
- صباح الجزائري،سعاد أم عصام
- وائل شرف،معتز- ميلاد يوسف،عصام
- وفيق الزعيم،أبو حاتم مشاريبكم ع حسابي - وفاء موصللي،فريال الاهي يبعتلك ضراب سخن ودعاوي
- محمد خير الجراح،أبو بدر وليي فوزية - حسن دكاك،أبو بشير شو صار بالخبزات ابو طه
- فايز قزق،مأمون بيك نيههههه - هدى شعراوي،أم زكي
- شكران مرتجى،فوزية أم بدر - صباح بركات،أم حاتم
- علي كريم،أبو النار النكرحريمة - سحر فوزي،شهيرة أم بشير
- رامز أسود،أبو دراع - رامز عطا الله،أبو ساطور انا ابو ساطور ما بتاخد غدر بنوب
- هيثم جبر،أبو الحكم بدق بالحديدة - مصطفى الخاني،النمس هدا والله حيا الله هرقبة سدادة
- سليم كلاس،أبو خاطر حبيب رياض - ديمة الجندي،زهرة ابا ابا اه او ابت
- أيمن بهنسي،أبو كاسم ما حسبتها منيح - أمية ملص،بوران أم سليم بنات ابو عصام ينزلو ع سوق
- صالح الحايك،المختار أبو صياح انا مجتمع مع العضاوات - عاصم حواط،صبحي أبو عناد
- علاء الزعبي،خاطر صاحب المنفاخ معتز- ليليا الأطرش،لطفية كيف لطوف
- جهاد عبدو،رياض حبيب ابو خاطر - حسام الشاه،عبدو ما في كلام
- تاج حيدر،جميلة عرفان - أسامة حلال،بشير اي اي يابي
- إمارات رزق،خيرية لشو معك فرد - أناهيد فياض،دلال بتعيط ع الفسطان
- عادل علي،الشيخ عبد العليم واجتمعو على طعام تحبوه - محمد الشماط،أبو مرزوق احمر يا ريان
- سمير الشماط،فتحي بنادي خاطر ومعتز ورياض  - رواد عليو،حميدة احلى وحدة بالمسلسل
- فادي الشامي،سمعو قديش - جرجس جبارة،الحارس أبو فارس شوفلي ه شاياات
- براء الزعيم،الحكيم حمزة ولا يهمك عمي ابو حاتم - نوار بلبل،أبو يوسف احنا جايين من فلسطين
- وائل أبو غزالة،أبو أحمد بدنا شروة قمح - زهير رمضان،أبو جودت انا الحكومة
- جمال قبش،الكومندان يكغو باب الحاغة - طارق صباغ،أبو عبدو
- علاء قاسم،الملازم فادي الخطة فشلت سيدي - هاني شاهين،نوري تفضل معنا عالكركون
- محمد خرماشو،أبو حسن ما ببات عند الانجليز وانا ابو حسن - كمال مرة،أبو الطيب
- أدهم الملا،أبو محمود قربببت- فدوى محسن،أم إبراهيم
- عدنان أبو الشامات،أبو ديبو - جومانا مراد،شريفة